# Keigo Higashino
Keigo Higashino 東野 圭吾 (Higashino Keigo?)(Osaka, Japón 4 de febrero de 1958) es un ingeniero y escritor japonés, conocido principalmente por sus novelas de misterio. Es uno de los autores de misterio con más éxito en Japón,
cuya obra ha vendido más de cinco millones de ejemplares. En junio de 2009 fue elegido presidente de Escritores de Misterio de Japón.

## Biografía
Nacido en Osaka, comenzó a escribir novelas durante su vida profesional cuando era ingeniero en la compañía Nippon Denso Co. (actualmente DENSO). Ganó en 1985 el Premio Edogawa Rampo, que se otorga anualmente al mejor trabajo de misterio no publicado, por la novela Hōkago cuando tenía sólo 27 años. Posteriormente, dejó su trabajo y comenzó una carrera como escritor en Tokio.
En 1999, ganó el Premio Escritores de Misterio de Japón por la novela Naoko. En 2006, ganó el 134° Premio Naoki por «La devoción del sospechoso X» (容疑者Xの献身 Yōgisha X no Kenshin?), sus novelas habían sido nominadas cinco veces antes de ganar dicho premio. La novela también ganó el sexto Gran Premio de Misterio Honkaku y se ubicó como el nuevo número uno, en 2006, en las listas Kono Mystery ga Sugoi! y Honkaku Best Mystery 10.
La traducción en inglés «La devoción del sospechoso X» (容疑者Xの献身 Yōgisha X no Kenshin?) fue nominada para el Premio Edgar en 2012 a la mejor novela y al Premio Barry; fue la primera de sus novelas traducida al español.

## Obras

### Serie del Detective Galileo
Novelas
- 2005, Yōgisha X no Kenshin (容疑者Xの献身?), La devoción del sospechoso X
- 2008, Seijo no Kyūsai (聖女の救済?), La salvación de una santa
- 2011, Manatsu no Hōteishiki (真夏の方程式?)
- 2015, Kindan no Majutsu (禁断の魔術?)
- 2018, Chinmoku no Parēdo (沈黙のパレード?) Silent Parade
- 2021, Tōmei na Rasen (透明な螺旋?) Invisible Helix

Colección de cuentos
- Tantei Galileo (探偵ガリレオ?), 1998
- Yochimu (予知夢?), 2000
- Galileo no Kunō (ガリレオの苦悩?), 2008
- Kyozō no Dōkeshi (虚像の道化師?), 2012
- Kindan no Majutsu (禁断の魔術?), 2012

### Serie de Kyoichiro Kaga
Novelas
- Sotsugyo (卒業?), 1986
- Nemuri no mori (眠りの森?), 1989
- Dochiraka ga Kanojo o Koroshita (どちらかが彼女を殺した?), 1996
- Akui (悪意?), 1996
- Watashi ga Kare o Koroshita  (私が彼を殺した?), 1999
- Akai Yubi (赤い指?), 2006
- Shinzan-mono (新参者?), 2009
- Kirin no Tsubasa (麒麟の翼?), 2011
- Inori no Maku ga Oriru Toki (祈りの幕が下りる時?), 2013

Colección de cuentos
- Uso o Mō Hitotsu Dake (嘘をもうひとつだけ?), 2000

### Otras novelas
- Hōkago (放課後?), 1985
- Naniwa shōnen tanteidan (浪花少年探偵団?), 1988
- Henshin (変身?), 1991
- Paralelo mundo historia de amor (パラレルワールド•ラブストーリー?), 1994
- Himitsu (秘密?), 1998
- Byakuyakō (白夜行?), 1999
- Tegami (手紙?), 2003
- Samayou Yaiba (さまよう刃?), 2004
- Gen'ya (幻夜?), 2007
- Ryusei no Kizuna (流星の絆?), 2008
- Kakkoh no ha Tamago Dare no Mono (カッコウの卵は誰のもの?), 2010
- Platinum Data (プラチナデータ?), 2010
- Paradox 13 (パラドックス13?), 2009-2014
- Hakuchō to Kōmori (白鳥とコウモリ?), 2021

## Obras llevadas al cine o a la televisión
- Himitsu (Película) 1999
- Lakeside Murdercase (Película) 2004
- g @ me (Película), 2003
- Tokio chichi e no Dengon (Drama para TV), 2004
- Byakuyakō (Drama para TV), 2006
- Tegami (Película, 2006)
- Galileo (Drama para TV), 2007 - 2008
- El Secreto (Película), 2007
- Ryusei no Kizuna (Drama para TV), 2008
- Suspect X (Película), 2008
- Samayou Yaiba (Película), 2009
- White Night (Película), 2009
- Meitantei no Okite (Drama para TV), 2009
- Shinzanmono (Drama para TV), 2010
- Into the White Night (Película), 2010
- Himitsu (Drama para TV), 2010
- Kirin no Tsubasa (Película), 2012
- Número perfecto (Película), 2012
- Higashino Keigo Mysteries (Drama para TV), 2012
- Datos del platino (Película), 2013)
- Galileo II (Drama para TV), 2013
- Midsummer's Equation (Película), 2013
- Broken (Banghwanghaneun Kalnal) (Película), 2014
- The Big Bee (Tenku no Hachi ) (Película), 2015
- Shippu Rondo (Película), 2016
- Namiya (Película), 2017
- Miracles of the Namiya General Store (Namiya Zakkaten no Kiseki) (Película), 2017
- The House Where The Mermaid Sleeps (Ningyo no Nemuru Ie) (Película), 2018
- The Crimes That Bind (Inori no Maku ga Oriru Toki) (Película), 2018
- Laplace's Witch (Rapurasu no Majo) (Película), 2018
- Masquerade Hotel (Película), 2019
- Parallel World Love Story (Película), 2019
- Dangerous Venus (Drama para TV), 2020
- Masquerade Night (Película), 2021
- The Forbidden Magic (Drama para TV), 2022
- Monica, O My Darling (Película), 2022
- Silent Parade (Película), 2022
- Sospechoso X (Película), 2023